# Halbmarathon-Weltmeisterschaften 1996
Die 5. Halbmarathon-Weltmeisterschaften (offiziell IAAF World Half Marathon Championships) fanden am 29. September 1996 in der spanischen Stadt Palma de Mallorca statt. 206 Teilnehmer – 134 Männer und 72 Frauen – aus 53 Ländern gingen an den Start.

## Ergebnisse

### Männer

#### Einzelwertung
| Platz | Athlet             | Land | Zeit (h) |
| ----- | ------------------ | ---- | -------- |
| 1     | Stefano Baldini    | ITA  | 1:01:17  |
| 2     | Josephat Kiprono   | KEN  | 1:01:30  |
| 3     | Tendai Chimusasa   | ZIM  | 1:02:00  |
| 4     | Carlos de la Torre | ESP  | 1:02:03  |
| 5     | Toshiyuki Hayata   | JPN  | 1:02:05  |
| 6     | Neema Tuluway      | TAN  | 1:02:30  |
| 7     | Delmir dos Santos  | BRA  | 1:02:44  |
| 8     | Alejandro Gómez    | ESP  | 1:02:47  |

Teilnehmer aus deutschsprachigen Ländern: Platz 10: Stéphane Schweickhardt  SUI, 1:02:49 h; Platz 38: Jens Karraß  GER, 1:04:52 h; Platz 60: Carsten Eich  GER, 1:06:31 h; Platz 66: Rainer Huth  GER, 1:06:49 h; Platz 80: Martin Block  GER, 1:08:31 h; DNF: Klaus-Peter Nabein.

#### Teamwertung
| Platz | Land und Athleten                                                             | Zeit (h)                        |
| ----- | ----------------------------------------------------------------------------- | ------------------------------- |
| 1     | Italien Stefano Baldini (1.) Giacomo Leone (9.) Vincenzo Modica (17.)         | 3:07:42 1:01:17 1:02:48 1:03:37 |
| 2     | Spanien Carlos de la Torre (4.) Alejandro Goméz (8.) José Manuel García (23.) | 3:08:36 1:02:03 1:02:47 1:03:46 |
| 3     | Japan Toshiyuki Hayata (5.) Masatoshi Ibata (12.) Katsuhiko Hanada (14.)      | 3:08:43 1:02:05 1:03:07 1:03:31 |

Deutschland belegte Platz 14 in 3:18:12 h.

### Frauen

#### Einzelwertung
| Platz | Athletin         | Land | Zeit (h) |
| ----- | ---------------- | ---- | -------- |
| 1     | Ren Xiujuan      | CHN  | 1:10:39  |
| 2     | Lidia Șimon      | ROU  | 1:10:57  |
| 3     | Aurica Buia      | ROU  | 1:11:01  |
| 4     | Nuța Olaru       | ROU  | 1:11:07  |
| 5     | Kanako Haginaga  | JPN  | 1:11:18  |
| 6     | Christine Mallo  | FRA  | 1:12:24  |
| 7     | Firaja Sultanowa | RUS  | 1:12:34  |
| 8     | Heather Turland  | AUS  | 1:12:46  |

Die Rumänin Cristina Burca kam in 1:12:37 h als Achte ins Ziel, wurde aber wegen Dopings disqualifiziert.
Teilnehmerinnen aus deutschsprachigen Ländern:
- 38: Dörte Köster (GER), 1:16:45
- 48: Nelly Glauser (SUI), 1:18:05

#### Teamwertung
| Platz | Land und Athletinnen                                                       | Zeit (h)                        |
| ----- | -------------------------------------------------------------------------- | ------------------------------- |
| 1     | Rumänien Lidia Șimon (2.) Aurica Buia (3.) Nuța Olaru (4.)                 | 3:33:05 1:10:57 1:11:01 1:11:07 |
| 2     | Frankreich Christine Mallo (6.) Zahia Dahmani (9.) Muriel Linsolas (15.)   | 3:38:44 1:12:24 1:12:47 1:13:33 |
| 3     | Italien Lucilla Andreucci (10.) Annalisa Scurti (16.) Sonia Maccioni (24.) | 3:41:28 1:12:50 1:13:41 1:14:57 |